# Taboły
Taboły – dawna wieś. Tereny, na których leżała, znajdują się obecnie na Białorusi, w obwodzie witebskim, w rejonie szarkowszczyńskim, w sielsowiecie Radziuki.

## Historia
W czasach zaborów w okręgu wiejskim Aleksandrów, w gminie Ihumenowo, powiecie dzisieńskim, w guberni wileńskiej Imperium Rosyjskiego.Pod koniec XIX wieku należała do dóbr Aleksandrów, własność ks. Puzyniny.
W latach 1921–1945 wieś leżała w Polsce, w województwie wileńskim, w powiecie dziśnieńskim, w gminie Szarkowszczyzna.
Według Powszechnego Spisu Ludności z 1921 roku zamieszkiwało tu 140 osób, 4 były wyznania rzymskokatolickiego, 1362 prawosławnego. Jednocześnie 3 mieszkańców zadeklarowało polską, 137 białoruską przynależność narodową. Było tu 25 budynków mieszkalnych. W 1931 w 32 domach zamieszkiwało 176 osób.
Wierni należeli do parafii rzymskokatolickiej i prawosławnej w Szarkowszczyźnie. Miejscowość podlegała pod Sąd Grodzki w Głębokiem i Okręgowy w Wilnie; właściwy urząd pocztowy mieścił się w Szarkowszczyźnie.